# 籽鹬属
籽鹬属（学名：Thinocorus）是籽鹬科下的一个属。該屬下面的物種主要在南美洲棲息，而且喜歡群居。

## 下属物种
本属包括以下物种：
- Thinocorus koepckae Campbell, 1979（化石物种）
- 灰胸籽鹬 Thinocorus orbignyianus I.Geoffroy Saint-Hilaire & Lesson, 1831
- 小籽鹬 Thinocorus rumicivorus Eschscholtz, 1829